# Palais des congrès de Paris
Palais des congrès de Paris er et kongrescenter, koncertsted og indkøbscenter ved trafikknudepunktet Porte Maillot (en) i det  17. arrondissement i den franske hovedstad Paris. Stedet blev indviet i 1974.